# حسین جلائی
حسین جلائی ملقب به جلاءالسلطنه (۲۹ اسفند ۱۲۵۳–۲۹ آبان ۱۳۲۷) روزنامه‌نگار و نماینده اصفهان در مجلس شورای ملی در دوران رضا شاه پهلوی بود.
پدرش میرزا محمدعلی لشکرنویس شیرازی بود. خودش ابتدا در بلدیه (شهرداری) اصفهان به خدمت مشغول شد و چندی نیز کارمند مجلس شورای ملی بود. در سال ۱۳۰۵ به نمایندگی اصفهان در مجلس انتخاب شد. پس از دوران نمایندگی‌اش به اصفهان بازگشت و در سال ۱۳۰۹ مجله بلدیه اصفهان را منتشر کرد. بار دیگر در دوره دهم به نمایندگی اصفهان در مجلس انتخاب شد و تا پایان دوره سیزدهم کرسی نمایندگی خود را حفظ کرد.
حسین جلائی در یکی از اتاقهای تکیه ریزی در تخت فولاد اصفهان به خاک سپرده شده‌است.